# Перша битва за Хомс
Перша битва за Хомс — бій, який відбувся 11 грудня 1260 року (5 мухаррама 659 м х.) поблизу міста Хомс (Сирія), коли монгольську армію було розбито об'єднаними силами сирійських аюбідів і мамлюків Халеба.

## Передісторія
Після перемоги над монголами при Айн-Джалуті (3 вересня 1260 роки), мамлюцький султан Кутуза підпорядкував своїй владі Сирію. Правителем Халеба він обрав ас-Са'іда Ала ад-Діна, сина атабека Бадр ад-Діна Лулу, а Дамаск віддав в управління Санджар аль-Халабі. Дізнавшись про загибель Кутуза (23 жовтня 1260 року) Санджар відмовився підкорятися новому правителю Бейбарсу і проголосив себе султаном Сирії. У той же час мамлюкські еміри Халеба з фракцій Насирія і Азізія змістили ас-Саїда Ала ад-Діна і вибрали правителя з-поміж себе, Хусам ад-Діна Лачина аль-Джукандара аль-Азізі.
2 грудня до Халеба підійшла татарська армія під командуванням Байдара, воєначальника, який вижив у битві при Айн-Джалуті. Імовірно, що цей набіг не був санкціонований Хулагу, а відбувся з ініціативи монгольських командувачів, які перебували на правому березі Євфрату. Лачін і інші мамлюцькі еміри покинули Халеб і рушили на південь до Хамі, де об'єднали сили з місцевим айюбідським маліком аль-Мансуром II. Сполучені сили підійшли до Хомса, де домовилися з аюбідом аль-Ашрафом спільно протистояти монголам. Останні, тим часом, виявивши Халеб покинутим військами супротивника і залишивши там свого шіхне (намісника), обійшли Хаму і наблизилися до Хомса.

## Перебіг битви
6 тисяч монгольських вершників підійшли до Хомса, де зустріли війська правителя міста аль-Ашрафа Муси, об'єднані з силами аль-Мансура з Хами і халебськими мамлюками на чолі з Хусам ад-Діном Лачін аль-Джукандаром. Війська союзників нараховували 1400 чоловік. Монгольські війська вишикувалися в кілька ескадронів — передовий в 1000 вершників, за ним ще кілька невідомої чисельності. Аль-Ашраф, мабуть, здійснював загальне командування мусульманськими силами, звів їх в один тулб. Командувач знаходився в центрі війська, праворуч від нього аль-Мансур, зліва — алеппські еміри.
Згідно з інформацією з джерел, противники зіткнулися поблизу гробниці Халіда ібн Валіда, розташованої приблизно за 1500 м північніше цитаделі Хомса. У точності невідомо, наскільки далеко від гробниці відбулася битва. Місцевість на північний схід від поховання арабського воєначальника є пологим схилом, що піднімається з заходу на схід і поганим для кінного бою.
Монголам заважали туман і сонце, і узгоджена атака мусульманського війська була успішною. Байдар і частина його воїнів втекли з поля бою, переслідувані супротивником. Успіху мусульман сприяла поява в монгольському тилу загонів Заміль ібн Алі, великого вождя бедуїнів північній Сирії. Безліч монголів було вбито або захоплено в полон. Серед полонених був юнак на ім'я Кітбуга, який був зарахований до мамлюцької гвардії еміра Калауна, а пізніше (1294) став султаном Єгипту.

## Наслідки
Незважаючи на відносно невелику чисельність військ, що брали участь в битві, перемога мусульман мала велике значення. Пізні мамлюкські автори стверджують, що ця перемога була більш значною, ніж тріумф при Айн-Джалуті, так як при Хомсі мусульмани змогли перемогти, перебуваючи в чисельній меншості.